# Mouvement de 1977

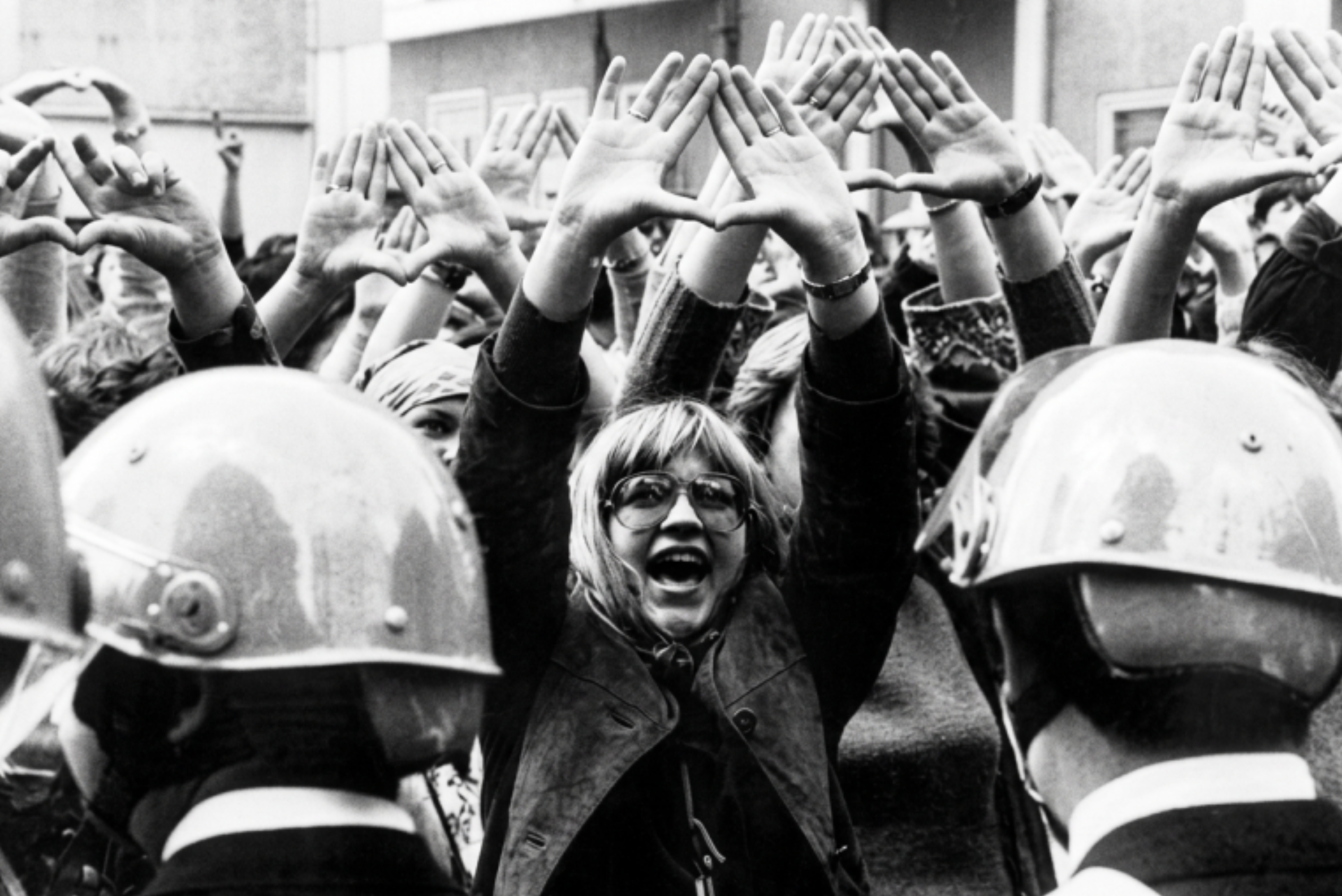
Manifestation féministe durant le mouvement de 1977. Les manifestantes effectuent le signe féministe ou signe du vagin.

Le mouvement de 1977 (en italien : movimento del 77) est un mouvement politique spontané qui s'est développé en Italie en 1977. Il provient principalement de groupes de gauche extra-parlementaires ; quant à la forme et au fond, il est complètement nouveau par rapport aux mouvements étudiants précédents, tels que les manifestations de 1968. Il se caractérise par l'opposition déclarée au système des partis, des syndicats et  des mouvements politiques.

## Contexte historique et social
Le mouvement de 1977 naît en même temps que la crise des organisations extra-parlementaires qui conduisent à des luttes sociales dans les années qui ont suivi 1968 et la prétendue université de masse. Après la réforme scolaire de 1969, les jeunes de familles prolétariennes pouvaient également fréquenter une université, qui, jusque-là, était un privilège détenu presque exclusivement par des étudiants des classes plus aisées.
Après une décennie de conflits dans les écoles et dans la société, la rigueur des anciens groupes révolutionnaires semble inadéquate et dépassée. En effet, les protestations sont également été adressées envers la pratique politique des organisations d'où provenaient les participants au mouvement de 1977. De plus, le mouvement féministe, qui depuis le début des années 1970 avait connu une très forte croissance, est présent dans ce mouvement avec ses instances de libération sexuelle.
Un autre aspect important est l'action politique du Parti radical de Marco Pannella. Pannella, après la victoire du référendum de 1974 sur le divorce, élargit considérablement les rangs de son parti et concentre ses efforts sur les droits de l'homme, les droits civils, le pacifisme et la non-violence. Parmi les objectifs du Parti radical figurait également la lutte contre l'autoritarisme et la répression, la libération des homosexuels et la légalisation de la drogue. C'est à cette époque qu'ont commencé à être imprimés des journaux clandestins de culture et de contre-culture, comme le magazine Re Nudo (« Le roi nu ») fondé en 1969 à Milan par un groupe de hippies. Ceux-ci avaient organisé deux grands rassemblements pop (appelés Festival des jeunes du prolétariat) au Parco Lambro à Milan, un peu sur le modèle du festival de Woodstock (1969).